# Japanischer Satz für Sehnenvierecke
Der japanische Satz (englisch Japanese Theorem) besagt, dass in einem Sehnenviereck die Mittelpunkte der vier Inkreise der vier Dreiecke, die sich durch Triangulierung mit den Diagonalen ergeben, die Eckpunkte eines Rechtecks bilden.

Japanischer Satz

Sei {\displaystyle \square ABCD} ein beliebiges Sehnenviereck und seien {\displaystyle M_{1},M_{2},M_{3},M_{4}} die Mittelpunkte der Inkreise der Dreiecke {\displaystyle \triangle ABD,\triangle ABC,\triangle CDB,\triangle CDA}. Dann bilden {\displaystyle M_{1},M_{2},M_{3},M_{4}} ein Rechteck.